# Ungewöhnlichster Buchtitel des Jahres
Ungewöhnlichster Buchtitel des Jahres heißt ein Literaturpreis, der seit 2013 jährlich auf der Leipziger Buchmesse für das Vorjahr vergeben wird. Die Entscheidung treffen eine Fachjury sowie Leser über das Portal Was liest Du?, die Online-Buchcommunity der Mayerschen Buchhandlung.

## Details
Der Preis wurde in Anlehnung an den seit 1979 vergebenen britischen Bookseller/Diagram Prize for Oddest Title of the Year initiiert, ähnlich dem auf der Frankfurter Buchmesse vergebenen Kuriosesten Buchtitel des Jahres. 
Der Preisträger wird von der Online-Buchcommunity „Was liest Du?“ der Mayerschen Buchhandlung und einer Fachjury gekürt. In einem dreistufigen Verfahren wird zunächst eine Longlist erstellt, aus der mittels Online-Abstimmung eine zehn Bücher umfassende Shortlist entsteht, aus der die Fachjury den Preisträger auswählt. Der Preisträger erhält eine Trophäe sowie einen Überraschungs-Sachpreis.

## Preisträger

### 2013
- Das Mädchen mit dem Rohr im Ohr und der Junge mit dem Löffel im Hals von Volker Strübing (Verlag Voland & Quist)[2]

### 2014
- Wir sind glücklich, unsere Mundwinkel zeigen in die Sternennacht wie bei Angela Merkel, wenn sie einen Handstand macht von Thomas Spitzer (Verlag periplaneta)[3][4]

### 2015
- Aufgeben ist keine Lösung. Außer bei Paketen von Patrick Salmen und Quichotte (Verlag Lektora)[5][6]

### 2016
- Hinfallen ist wie Anlehnen, nur später von Sebastian 23 (Verlag Lektora)[7][1]

### 2017
- Als die Omma den Huren noch Taubensuppe kochte von Anna Basener (Eichborn Verlag)[8]

### 2018
- Es hat 18 Buchstaben und neun davon sind Ypsilons von Henrik Szántó (Verlag Lektora)[9]

### 2019
- Es ist nie zu spät, unpünktlich zu sein von Torsten Sträter (Thalia Bücher GmbH)[10][11]